# Липневий дощ
«Липневий дощ» — радянський художній фільм 1966 року, режисера Марлена Хуцієва.

## Сюжет
Головна героїня фільму Олена — інженер в друкарні. Її наречений Володя — перспективний вчений. За іронічним визначенням приятеля, «антимагнітний, морозостійкий, водонепроникний, антикорозій, тугоплавкий… той, що не згорає в щільних шарах атмосфери». Їм близько тридцяти. Фільм розповідає про їхнє життя протягом кількох місяців: від липневого дощу до пізньої осені. Зустрічі з друзями, серед них: Алік, душа компанії, ловелас, бард, учасник Великої Вітчизняної війни, про яку він згадує з трохи цинічним гумором; Владик, джерело відомостей про все на світі, але самотній і невлаштований. Історія з науковою доповіддю Володі, яку привласнив собі його начальник-професор. Несподівана смерть батька Олени. Відносини, що починаються як ідеальні та закінчуються розривом, коли Олена, розчарована, переглянувши погляди на життя, відмовляється виходити за Володю заміж. Фінальна сцена фільму: зустріч фронтовиків біля Великого театру.

## У ролях
- Євгенія Уралова —  Олена
- Олександр Бєлявський —  Володя
- Юрій Візбор —  Алік
- Євгенія Козирєва —  мати Олени
- Олександр Мітта —  Владик
- Ілля Билінкін —  Женя
- Юрій Ільчук —  Льова
- Алла Покровська —  Льоля Курихіна
- Борис Бєлоусов —  Шаповалов
- Валерія Бєскова —  дружина Шаповалова
- Валентина Шарикіна —  Люся
- Віталій Бєляков —  Юра

## Знімальна група
- Режисер: Марлен Хуцієв
- Автори сценарію: Анатолій Гребнєв, Марлен Хуцієв
- Оператор: Герман Лавров
- Художник: Георгій Колганов
- Автори пісень:  Юрій Візбор, Булат Окуджава